# Postisometrische Relaxation
Postisometrische Relaxation (PIR) wird in verschiedenen Schulen der Krankengymnastik, Manuellen Therapie, Osteopathie u. a. genutzt, um verspannte Muskeln zu lockern und zu dehnen. Die Technik wurde von Karel Lewit entwickelt.
Die Bezeichnung – Postisometrische Relaxation – sollte jedoch nicht mehr verwendet werden, da hierbei im EMG keine Inhibierung der Muskulatur, sondern eine postkontrakte Potenzierung nachweisbar ist. In der Sportwissenschaft wird daher die Abkürzung AED für „Anspannen – Entspannen – Dehnen“ verwendet.
Der Therapeut lässt hierzu den Patienten den zu dehnenden Muskel zunächst gegen einen Widerstand anspannen. Nach einigen Sekunden lässt der Patient locker. Im Anschluss daran kann der zuvor angespannte Muskel ohne großen Kraftaufwand oder gar Schmerzen gedehnt werden. Aus der neuen, etwas gedehnten Position wird das gleiche Vorgehen wiederholt und so Zug um Zug der Bewegungsspielraum des Muskels deutlich erweitert bzw. die Verspannung aufgehoben.